# Eleição municipal de Porto Alegre em 1992
A eleição municipal de Porto Alegre em 1992 ocorreu em 3 de outubro de 1992, para a eleição de um prefeito, um vice-prefeito e mais 33 vereadores. O prefeito era Olívio Dutra (PT) que terminaria seu mandato em 1 de janeiro de 1993. Tarso Genro (PT) foi eleito prefeito de Porto Alegre no segundo turno ocorrido em 15 de novembro, E governou a cidade pelo período de 1º de janeiro de 1993 a 31 de dezembro de 1996.

## Resultado da eleição para prefeito

### Primeiro turno
| Candidatos a prefeito   | Candidatos a vice-prefeito     | Número | Coligação                             | Votação | Percentual |
| ----------------------- | ------------------------------ | ------ | ------------------------------------- | ------- | ---------- |
| Tarso Genro PT          | Raul Pont PT                   | 13     | Frente Popular (PT, PSB, PPS, PV, PC) | 307.145 | 45,83%     |
| Cezar Schirmer PMDB     | Mendes Ribeiro Filho PMDB      | 15     | PMDB-PCdoB (PMDB, PCdoB)              | 120.114 | 17,92%     |
| Carlos Araújo PDT       | Vieira da Cunha PDT            | 12     | PDT (Sem coligação)                   | 85.796  | 12,82%     |
| Valdir Fraga PTB        | Jairo Cruz PTB                 | 14     | PTB (Sem coligação)                   | 53.161  | 7,93%      |
| Jarbas Lima PDS         | João José Júnior PDS           | 11     | PDS (Sem coligação)                   | 32.556  | 4,85%      |
| Mercedes Rodrigues PSDB | Pedro Cezar Dutra Fonseca PSDB | 45     | PSDB (Sem coligação)                  | 18.050  | 2,69%      |
| Onyx Lorenzoni PL       | Adão da Silva PL               | 22     | Aliança Liberal Cristã (PL, PDC)      | 13.943  | 2,08%      |
| Carlos Gomes PRN        | Indisponível PRN               | 36     | PRN (Sem coligação)                   | 3.197   | 0,47%      |
| João Signorini PSC      | Jaires Maciel PSC              | 20     | PSC (Sem coligação)                   | 1.566   | 0,23%      |
| João Aires da Rocha PST | João Rodrigues PST             | 52     | PST (Sem coligação)                   | 1.467   | 0,21%      |

### Segundo turno
| Candidatos a prefeito | Candidatos a vice-prefeito | Número | Coligação                             | Votação | Percentual |
| --------------------- | -------------------------- | ------ | ------------------------------------- | ------- | ---------- |
| Tarso Genro PT        | Raul Pont PT               | 13     | Frente Popular (PT, PSB, PPS, PV, PC) | 400.770 | 60,70%     |
| Cezar Schirmer PMDB   | Mendes Ribeiro Filho PMDB  | 15     | PMDB-PCdoB (PMDB, PCdoB)              | 259.504 | 39,30%     |

## Vereadores eleitos
| Partido | Vagas |
| ------- | ----- |
| PT      | 10    |
| PDT     | 9     |
| PTB     | 5     |
| PMDB    | 4     |
| PDS     | 2     |
| PFL     | 1     |
| PCdoB   | 1     |
| PPS     | 1     |